# Ernest Greene (muzyk)
Ernest Greene znany jako Washed Out (ur. 3 października 1982 w Perry) – amerykański piosenkarz, kompozytor i producent muzyczny. W czerwcu 2009 Greene przeprowadził się z miasta do obszarów wiejskich Perry (stan Georgia) i rozpoczął produkcję piosenek. Zyskał rozgłos dzięki swojemu profilowi na Myspace. Pierwsze dwie EP-ki wydane zostały w sierpniu i wrześniu 2009 roku. Album Within and Without ukazał się w lipcu 2011 roku przez wytwórnię Isound Labels.

## Dyskografia

### Albumy studyjne
- Within and Without (2011) [#26 US, #89 UK, #36 Norwegia, #80 Holandia]

### Single
- „Feel It All Around” (2009)
- „Eyes Be Closed” (2011)
- „Amor Fati” (2011)
- „A Dedication” (2012)

### EP
- High Times (2009)
- Life of Leisure (2010)
- Untitled (2010)